# بيلينجفيده
بيلينجفيده Bellingwedde  هي مدينة وبلدية بمقاطعة خرونينجن، هولندا.

## طوبوغرافيا
خريطة طوبوغرافية هولندية لبلدية بيلينجفيده، يونيو 2015، (تقرأ بعد ثلاث نقرات على الخريطة)